# Deportazione degli azeri dall'Armenia
La deportazione degli azeri dall'Armenia fu un atto di reinsediamento forzato e di pulizia etnica per tutto il XX secolo. La popolazione azera subì un processo di migrazione forzata dal territorio della Prima Repubblica di Armenia e successivamente della Repubblica Socialista Sovietica Armena diverse volte durante il XX secolo. Sotto la politica di Stalin, circa 45.000 azeri furono deportati dalla RSS Armena tra il 1948 e il 1953. Le loro case furono successivamente abitate da rimpatriati armeni che arrivarono nell'Unione Sovietica dall'estero. La restante popolazione azera dell'Armenia fuggì o venne espulsa dal 1988 al 1991 nel contesto del conflitto del Nagorno-Karabakh.

## Inizio del XX secolo
A seguito del conflitto interetnico armeno-azero all'inizio del XX secolo, nonché della politica coordinata di pulizia etnica dei nazionalisti armeni e azeri, una parte sostanziale della popolazione armena e azera fu cacciata dal territorio di entrambe le repubbliche di recente formazione: la Prima Repubblica di Armenia e la Repubblica Democratica dell'Azerbaigian. A partire dalla metà del 1918, le forze paramilitari armene svolsero un ruolo importante nella distruzione degli insediamenti musulmani a Zangezur e nella pulizia etnica della regione sotto la guida del generale Andranik Ozanian. Il comando britannico, che aveva i propri obiettivi politici, non permise ad Andranik di estendere la sua attività al Karabakh. Andranik ha portato 30.000 rifugiati armeni dall'Armenia occidentale, principalmente da Mush e Bitlis. Una parte dei rifugiati armeni dalla Turchia rimase a Zangezur, mentre molti altri si stabilirono nelle regioni di Yerevan e Daralagoz, dove sostituirono i musulmani espulsi per rendere etnicamente omogenee le regioni chiave dell'Armenia. Secondo i dati statistici della Collezione etnografica caucasica dell'Accademia delle scienze dell'URSS, "gli insediamenti della popolazione azera in Armenia erano diventati vuoti. La politica di "pulizia del paese dagli estranei" praticata dalle forze del Dashnak prese di mira la popolazione musulmana e in particolare coloro che erano stati cacciati dai distretti di Novobayazet, Yerevan, Echmiadzin e Sherur-Daralagoz".

Di seguito la raccolta dei dati afferma:
Nel 1897, su 137,9 mila persone che vivevano nell'uezd di Zangezur, 63,6 mila erano armeni (46,2%), 71,2 mila erano azeri (51,7%), 1,8 mila erano curdi (1,3%). Secondo il censimento agricolo del 1922, l'intera popolazione di Zangezur era di 63,5 mila persone, di cui 59,9 mila armeni (89,5%), 6,5 mila azeri (10,2%) e 200 russi (0,3 %).
Lo storico e politico armeno sovietico Bagrat Boryan mosse l'accusa che i membri del Dashnak non avevano stabilito l'autorità statale per le esigenze amministrative dell'Armenia, ma per lo "sterminio della popolazione musulmana e il saccheggio delle loro proprietà". Lo storico americano Firuz Kazemzadeh afferma che "i massacri e il saccheggio della popolazione musulmana raggiunsero proporzioni enormi" nei territori rioccupati dall'esercito armeno dopo la ritirata dell'esercito turco, mentre Taner Akcam scrive di quei massacri che furono sovrastimate o addirittura vere e proprie fabbricazioni.

## Trasferimento dalla RSS Armena

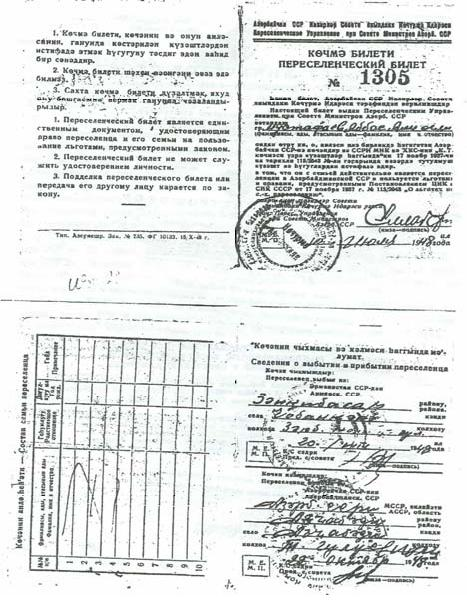
Biglietto di reinsediamento di una persona azera dalla SSR armena (da Chobankand, distretto di Zangibasar)

Il trasferimento della popolazione azera durante l'era stalinista avvenne dopo l'istituzione della RSS Armena. Secondo il primo censimento dell'Unione Sovietica del 1926, gli azeri costituivano il 9,6% della popolazione della Repubblica (84.705 persone). Secondo il censimento di tutta l'Unione del 1939, 130.896 azeri vivevano nella RSS Armena. I risultati del censimento di tutta l'Unione del 1959 mostrano che questa cifra scese a 107.748, sebbene nel tasso di natalità, gli azeri occupassero uno dei posti più alti nell'Unione Sovietica. La deportazione di epoca sovietica degli azeri dall'Armenia e il trasferimento in Armenia degli armeni che vivevano fuori dai confini dell'Unione Sovietica, favorita dalla politica stalinista, fu il principale fattore di diminuzione in termini di dimensioni della popolazione azera. Nel 1937, i curdi musulmani furono deportati in Kazakistan dai distretti di confine dell'Armenia con la Turchia, subito dopo l'apparizione del problema delle relazioni URSS-Turchia, a causa della negazione da parte della Turchia della richiesta dell'Unione Sovietica per il controllo congiunto dello stretto del Mar Nero. Nel 1945 l'Unione Sovietica presentò una rivendicazione territoriale ai territori turchi di Kars e Ardahan. Questo confronto nelle relazioni di entrambi i paesi durò fino alla morte di Stalin. Queste politiche continuarono fino al 1953 e le decisioni di Stalin divennero il passo significativo nell'offrire agli armeni che vivevano in altri paesi di trasferirsi nell'Armenia sovietica. La RSS Armena si trovava in un territorio geografico-militare vantaggioso alla frontiera orientale della Turchia (responsabile della morte di 1,5 milioni di persone durante il genocidio armeno del 1915) nel contesto dell'influenza turca. Ripulire l'Armenia dai musulmani azeri con lo scopo di rafforzare la roccaforte dell'Armenia era uno dei piani del regime sovietico. A giudizio del governo sovietico, gli azeri "sleali" sarebbero potuti essere la "quinta colonna" in caso di conflitto con la Turchia e per questo motivo Stalin permise la deportazione della popolazione azera dalla RSS armena nel 1947-1950, secondo il Consiglio dell'Unione Sovietica di Risoluzione dei Ministri n. 4083 del 23 dicembre 1947. Una clausola della risoluzione affermava:
I dettagli del reinsediamento vennero definiti nella risoluzione n. 754 del Consiglio dei ministri dell'Unione Sovietica. Venne assegnata la parte della proprietà mobile del kolkhoz (fattoria collettiva) e venne fornito ai deportati il trasporto gratuito di questa proprietà al nuovo insediamento. Il prezzo dei beni mobili abbandonati in Armenia fu pagato nei kolchoz nei luoghi del nuovo insediamento degli azeri. Ai migranti vennero concessi alcuni benefici e, allo stesso tempo, furono erogate sovvenzioni permanenti di 1000 rubli per ogni capofamiglia e 300 rubli per ogni membro della famiglia. Secondo lo storico Vladislav Zubok, a causa delle chiamate di Grigory Arutyunov, il Primo Segretario del Comitato Centrale del Partito Comunista della RSS Armena, Stalin ordinò di deportare la popolazione azera dalla RSS Armena alla RSS Azera. Allo stesso tempo, diede il consenso al rimpatrio di 90.000 armeni negli insediamenti degli azeri recentemente deportati. Il reinsediamento non fu volontario.
Secondo Krista A. Goff, il primo segretario della RSS Azera Mir Jafar Baghirov e Arutyunov lavorarono insieme per facilitare il trasferimento azero. A quel tempo, la pianura del Kura-Aras in Azerbaigian era scarsamente popolata, non sviluppata dal punto di vista infrastrutturale ed economicamente improduttiva. Attraverso il reinsediamento degli azeri dalla RSS Armena alla RSS Azera, l'Azerbaigian guadagnò una forza lavoro che avrebbe potuto rendere produttiva la regione del Kura-Aras. Per la maggior parte, i funzionari azeri sovietici scelsero di collaborare al reinsediamento azero. In alcune occasioni, accusarono i funzionari armeni di sovvertire il reinsediamento, sulla base del fatto che stavano ostacolando il trasferimento dei migranti azeri e non restituendo i migranti tornati in Armenia. In effetti, alcuni funzionari armeni ostacolarono il reinsediamento per mantenere i contadini collettivi azeri a produrre nella RSS Armena.
Numerosi resoconti di azeri affermavano la loro riluttanza a lasciare la RSS Armena. Il ministero dell'Interno della RSS Armena riferì nel 1948 che alcuni azeri avrebbero persino visitato i cimiteri e pregato le anime dei loro antenati "di aiutarli a rimanere nelle loro terre". D'altra parte, alcuni gruppi decisero che era meglio andarsene perché, in caso di guerra con la Turchia, erano convinti che sarebbero stati massacrati dagli armeni. Secondo Thomas de Waal, gli azeri dell'Armenia caddero ancora una volta vittime della questione armeno-turca. Secondo Arsene Saparov, a seguito della deportazione, più di 100.000 azeri furono reinsediati con la forza nella pianura del Kura-Aras della RSS Azera in tre fasi: 10.000 persone nel 1948, 40.000 nel 1949 e 50.000 nel 1950. Secondo Krista A. Goff, sebbene Stalin cercasse di reinsediare 100.000 kolchoznik azeri nel suo decreto del 1947, solo circa il 40% di quel numero fu reinsediato con successo. Diverse migliaia di questi coloni azeri alla fine tornarono in Armenia.

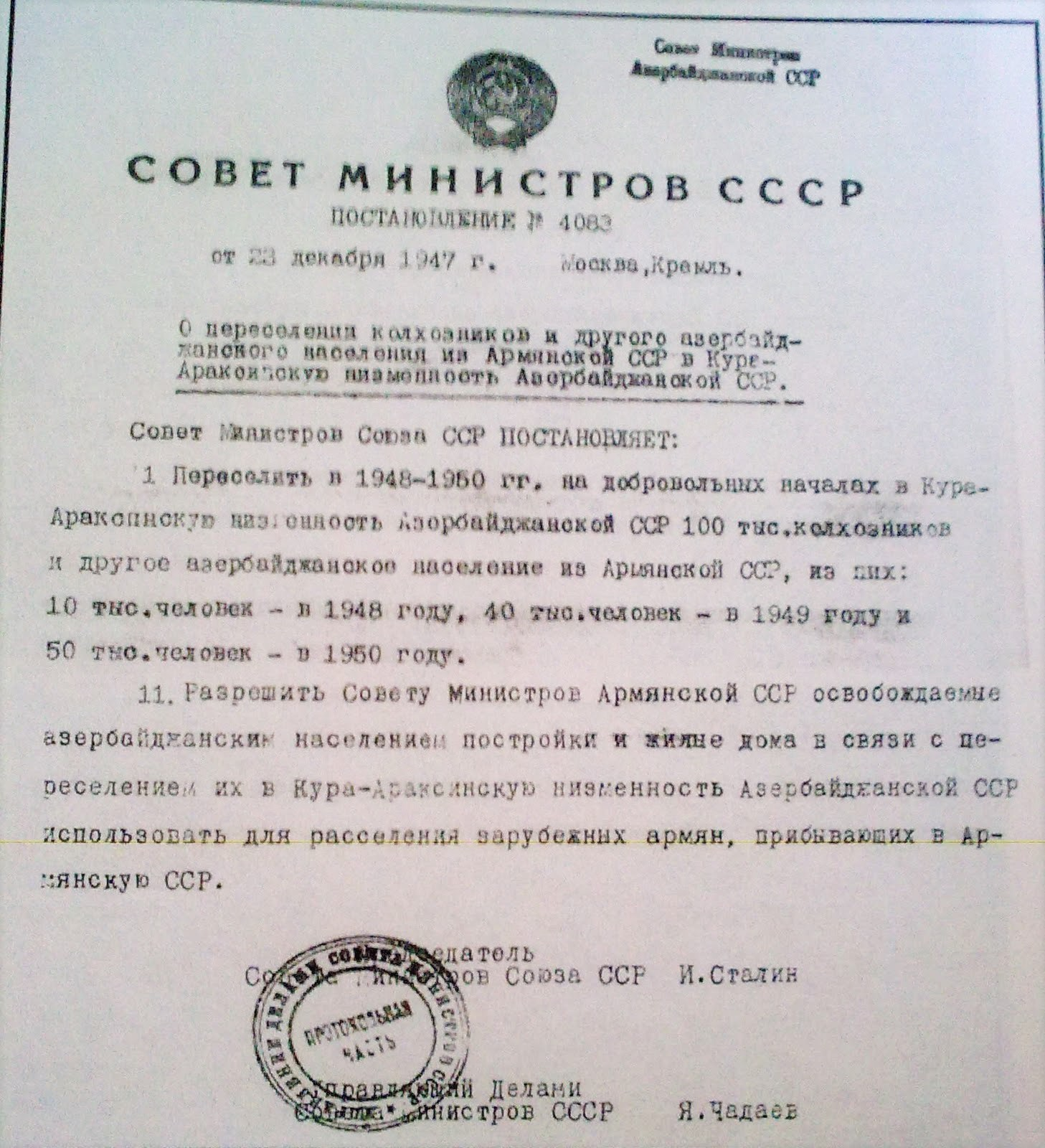
Stalin firmò un decreto che ordinava la deportazione degli azeri dalla RSS Armena e la sostituzione degli armeni nelle loro case il 23 dicembre 1947

## Conflitto del Nagorno-Karabakh ed eventi successivi
Secondo il censimento del 1979, gli azeri erano la più grande minoranza in Armenia, rappresentando il 5,3% della popolazione armena (circa 160.800 persone).
Secondo un rapporto dell'Alto Commissario delle Nazioni Unite per i rifugiati del 2003, autorità locali non identificate espulsero gli azeri in risposta ai pogrom anti-armeni a Sumgait e Baku del 1988-89. Si pensava che i nazionalisti armeni, insieme all'amministrazione della repubblica sovietica, avessero cooperato per cacciare gli azeri. Secondo le statistiche raccolte da Arif Yunusov, circa 40.897 famiglie azere fuggirono e 216 azeri morirono durante i reinsediamenti nel 1988-1991. Le statistiche ufficiali sovietiche confermarono che 25 vittime di quella lista sarebbero state uccise nelle aree settentrionali, incluso il distretto di Gugark, dove 11 persone furono uccise durante il pogrom di Gugark. Il resto della popolazione azera venne cacciata dal paese nel 1991. Nel 2004, non più di 30 azeri vivevano in Armenia.
Razmik Panossian si riferisce a questo trasferimento di popolazione come l'ultima fase della graduale omogeneizzazione etnica dell'Armenia e come un evento episodico di pulizia etnica che ha aumentato la popolazione etnica armena del paese dal 90% al 98%. Secondo il difensore dei diritti umani russo Sergey Lyozov, la deportazione di massa degli azeri dall'Armenia nel novembre 1988 è stata uno dei fattori che hanno trasformato il conflitto del Nagorno-Karabakh in una "battaglia fino alla fine" che coinvolge lo sterminio fisico o l'espulsione totale di un gruppo etnico.
I cambiamenti nel carattere demografico dell'Armenia furono accompagnati da una politica di ridenominazione degli insediamenti e dei toponimi sul territorio della RSS Armena. In totale, più di 600 toponimi furono rinominati dal 1924 al 1988 nell'Armenia soavietica. Tali alterazioni dei toponimi continuarono nel periodo post-sovietico. L'ultima fase è stata la ridenominazione dei toponimi turchi rimasti nel territorio della repubblica. Secondo il superiore del Comitato di Stato Manuk Vardanyan, 57 toponimi furono ulteriormente rinominati nel 2006, con l'intenzione di rinominare altri 21 insediamenti nel 2007. Anche le istituzioni culturali azere in Armenia soffrirono a causa delle espulsioni: le scuole ashig Agababa-Childir e Daralagoz scomparvero completamente in seguito all'espulsione degli azeri dall'Armenia.

## Statistiche sulla popolazione degli azeri in Armenia

### Cronologia
• 1947 - Risoluzione del Consiglio dei ministri dell'Unione Sovietica sul reinsediamento degli azeri dalla SSR armena alla RSS Azera.
• 1947-1950 - Sfratto degli azeri dalla RSS Armena
• Novembre 1987 - Assalto agli azeri nel distretto di Ghapan in Armenia
• 25 gennaio 1988 - Azeri cacciati dal distretto di Ghapan in Armenia
• 21 febbraio 1988 - Le manifestazioni di massa iniziano a Yerevan
• novembre 1988 - deportazione di massa degli azeri dall'Armenia

### Numero di azeri in Armenia
|                                                                                           | 1926          | 1939            | 1959           | 1970           | 1979           | 1989          | 2001       |
| ----------------------------------------------------------------------------------------- | ------------- | --------------- | -------------- | -------------- | -------------- | ------------- | ---------- |
| Azeri (numero di persone e la loro percentuale come parte della popolazione dell'Armenia) | 84.705 (9,6%) | 130.896 (10,2%) | 107.748 (6,1%) | 148.189 (5,9%) | 160.841 (5,2%) | 84.860 (2,5%) | 29 (0,01%) |

### Cambiamenti nella struttura demografica di Yerevan
Secondo il censimento russo del 1897, la città di Erivan aveva 29.006 residenti: 12.523 di loro erano armeni e 12.359 erano tartari (gli odierni azeri). Come delineato nella Brockhaus e nell'enciclopedia Efron, i tartari (azeri) costituivano 12.000 persone (41%) su 29.000 persone della città. Tuttavia, durante le sistematiche pulizie etniche nell'era sovietica e la deportazione sistematica degli armeni dalla Persia e dall'Impero ottomano durante il genocidio armeno, la capitale dell'attuale Armenia divenne una città in gran parte omogenea. Secondo il censimento del 1959, gli armeni costituivano il 96% della popolazione del paese e nel 1989 oltre il 96,5%. Gli azeri costituivano quindi solo lo 0,1% della popolazione di Yerevan. Fu cambiata la popolazione di Yerevan a favore degli armeni mettendo da parte la popolazione musulmana locale. A seguito del conflitto nel Nagorno-Karabakh, gli azeri di Yerevan furono cacciati e anche una moschea azera a Yerevan venne demolita.